# Стратфордский муниципальный аэропорт
Стратфордский муниципальный аэропорт (англ. Stratford Municipal Airport) — расположен в двух морских милях (3,7 км) к северо-востоку от города Стратфорд, Онтарио, Канада. LID: CNM4.
Аэропорт классифицируется по аэропортной записи по NAV CANADA и укомплектован офицерами Канадского агентства пограничной службы (КАПС). Воздушные суда гражданской авиации обслуживаются в данном аэропорту при наличии на них не более 15 пассажиров.